# Pallacanestro femminile ai XIII Giochi panamericani
Il Campionato femminile di pallacanestro ai XIII Giochi panamericani si è svolto dal 30 luglio al 7 agosto 1999 a Winnipeg, in Canada, durante i XIII Giochi panamericani. La vittoria finale è andata alla nazionale cubana.

## Squadre partecipanti
- Argentina
- Brasile
- Canada
- Cuba
- Rep. Dominicana
- Stati Uniti

## Prima fase

### Turno preliminare
| Squadra         | G | V | P | PF  | PS  | DP   | P.ti |
| --------------- | - | - | - | --- | --- | ---- | ---- |
| Brasile         | 5 | 5 | 0 | 422 | 342 | +80  | 10   |
| Cuba            | 5 | 4 | 1 | 438 | 309 | +129 | 9    |
| Stati Uniti     | 5 | 3 | 2 | 353 | 353 | 0    | 8    |
| Canada          | 5 | 2 | 3 | 320 | 331 | -11  | 7    |
| Argentina       | 5 | 1 | 4 | 298 | 337 | -39  | 6    |
| Rep. Dominicana | 5 | 0 | 5 | 333 | 492 | –159 | 5    |

## Risultati
| Winnipeg 30 luglio 1999 | Brasile | 84 – 78 | Cuba | Winnipeg Arena |

| Winnipeg 30 luglio 1999                 | Canada | 89 – 75 | Rep. Dominicana | Winnipeg Arena |
| \| \| \| \| \| Hendry 20 \| Punti \| \| |        |         |                 |                |
|                                         |        |         |                 |                |
| Hendry 20                               | Punti  |         |                 |                |

| Winnipeg 30 luglio 1999 | Stati Uniti | 63 – 55 | Argentina | Winnipeg Arena |

| Winnipeg 31 luglio 1999 | Cuba | 95 – 64 | Stati Uniti | Winnipeg Arena |

| Winnipeg 31 luglio 1999                 | Canada | 61 – 48 | Argentina | Winnipeg Arena |
| \| \| \| \| \| Hendry 13 \| Punti \| \| |        |         |           |                |
|                                         |        |         |           |                |
| Hendry 13                               | Punti  |         |           |                |

| Winnipeg 31 luglio 1999 | Brasile | 124 – 68 | Rep. Dominicana | Winnipeg Arena |

| Winnipeg 1º agosto 1999 | Brasile | 70 – 59 | Canada | Winnipeg Arena |

| Winnipeg 1º agosto 1999 | Stati Uniti | 92 – 80 | Rep. Dominicana | Winnipeg Arena |

| Winnipeg 1º agosto 1999 | Cuba | 76 – 65 | Argentina | Winnipeg Arena |

| Winnipeg 2 agosto 1999 | Cuba | 76 – 65 | Canada | Winnipeg Arena |

| Winnipeg 30 luglio 1999 | Brasile | 77 – 72 (34-47) | Stati Uniti | Winnipeg Arena |

| Winnipeg 2 agosto 1999 | Argentina | 74 – 70 | Rep. Dominicana | Winnipeg Arena |

| Winnipeg 4 agosto 1999 | Stati Uniti | 62 – 46 (35-28) | Canada | Winnipeg Arena |

| Winnipeg 4 agosto 1999 | Brasile | 67 – 65 | Argentina | Winnipeg Arena |

| Winnipeg 4 agosto 1999 | Cuba | 113 – 40 | Rep. Dominicana | Winnipeg Arena |

## Finale 5º - 6º posto
| Winnipeg 6 agosto 1999 | Argentina | 98 – 80 | Rep. Dominicana | Winnipeg Arena |

## Finali 1º - 3º posto
|  | Semifinali  | Semifinali  | Semifinali |      |        | Finale 1º posto | Finale 1º posto | Finale 1º posto |  |
|  |             |             |            |      |        |                 |                 |                 |  |
|  | Brasile     | Brasile     | 54         |      |        |                 |                 |                 |  |
|  | Brasile     | Brasile     | 54         |      |        |                 |                 |                 |  |
|  | Canada      | Canada      | 56         |      |        |                 |                 |                 |  |
|  | Canada      | Canada      | 56         |      | Canada | Canada          | 63              |                 |  |
|  |             |             |            |      | Canada | Canada          | 63              |                 |  |
|  |             |             | Cuba       | Cuba | 72     |                 |                 |                 |  |
|  | Stati Uniti | Stati Uniti | Cuba       | Cuba | 72     | 78              |                 |                 |  |
|  | Stati Uniti | Stati Uniti |            |      |        | 78              |                 |                 |  |
|  | Cuba        | Cuba        | 87         |      |        | Finale 3º posto | Finale 3º posto | Finale 3º posto |  |
|  | Cuba        | Cuba        | 87         |      |        |                 |                 |                 |  |
|  |             |             |            |      |        |                 |                 |                 |  |
|  |             |             |            |      |        | Brasile         | Brasile         | 59              |  |
|  |             |             |            |      |        | Brasile         | Brasile         | 59              |  |
|  |             |             |            |      |        | Stati Uniti     | Stati Uniti     | 85              |  |

## Semifinali
| Winnipeg 5 agosto 1999 | Cuba | 87 – 78 | Stati Uniti | Winnipeg Arena |

| Winnipeg 5 agosto 1999 | Canada | 56 – 54 | Brasile | Winnipeg Arena |

## Finale 3º - 4º posto
| Winnipeg 7 agosto 1999 | Stati Uniti | 85 – 59 (42-26) | Brasile | Winnipeg Arena |

## Finale 1º - 2º posto
| Winnipeg 7 agosto 1999                   | Cuba  | 72 – 63 (36-31) | Canada | Winnipeg Arena |
| \| \| \| \| \| \| Punti \| 17 Boucher \| |       |                 |        |                |
|                                          |       |                 |        |                |
|                                          | Punti | 17 Boucher      |        |                |

## Classifica finale
| Pos. | Squadra         | Formazione |
| ---- | --------------- | --- |
|      | Cuba            | Cuba4 Víctores, 5 Seino, 6 Suero, 7 Herrera, 8 Plutín, 9 Águila, 10 León, 11 Martínez, 12 Henry, 13 Castillo, 14 Hechavarría, 15 Enríquez, All. José Ramírez         |
|      | Canada          | CanadaBouchard, Boucher, Brassard, Dales, Hendry, Johnson, Johnston, Karch, Kleindienst, McKenzie, Norman, Sutton-Brown, All. Bev Smith                              |
|      | Stati Uniti     | Stati Uniti4 Umoh, 5 Webb, 6 Morgan, 7 Marciniak, 8 Pride, 9 Brown, 10 Wynne, 11 McCulley, 12 Gaither, 13 Walker, 14 Herrig, 15 Crawley, All. Nell Fortner           |
| 4.   | Brasile         | Brasile4 Leila Sobral, 5 Helen, 6 Adriana, 7 Adrianinha, 8 Rosângela, 9 Lilian, 10 Roseli, 11 Patrícia Mara, 13 Cíntia Luz, 14 Zaine, 15 Kelly, All. Antônio Barbosa |
| 5.   | Argentina       | ArgentinaBoeykens, Falabella, Fernández, Ferazzoli, Galé, Gatti, Landra, Mendoza, Nicolini, Paoletta, Ríos, Soberón, All. Eduardo Pinto                              |
| 6.   | Rep. Dominicana | Rep. DominicanaCelestino, Díaz, Durán, Monsac, Montilla, Moquete, Nivar, Paniagua, Peña, Pérez, Trinidad, Zorrilla, All. Radhamés Paulino                            |